# Bukove, Vînohradiv
Bukove (în ucraineană Букове, maghiară Fakóbükk) este o comună în raionul Vînohradiv, regiunea Transcarpatia, Ucraina, formată numai din satul de reședință.

## Demografie
Componența lingvistică a comunei Bukove
     Ucraineană (99,16%)
     Alte limbi (0,84%)
Conform recensământului din 2001, majoritatea populației comunei Bukove era vorbitoare de ucraineană (99,16%), existând în minoritate și vorbitori de alte limbi.